# Saku (bier)
Saku is een Estisch biermerk. Het bier wordt sinds 1993 gebrouwen in Brouwerij Saku in Saku. De eerste variant die op de markt kwam was Saku Originaal.

## Varianten
- Kuld, blonde lager met een alcoholpercentage van 5,2%, gebrouwen volgens het Reinheitsgebot.
- Originaal, blond bier met een alcoholpercentage van 4,6%
- Hele, blond bier met een alcoholpercentage van 5,2%, gebrouwen ter ere van Valerian Baggo.
- Tume, bruin bier met een alcoholpercentage van 6,7%
- Pilsner, blond bier met een alcoholpercentage van 4,2%
- Porter, bruin bier, type Baltische porter, met een alcoholpercentage van 6,9%
- Koduõlo, amber ongefilterd zuur bier met een alcoholpercentage van 4,8%, gebrouwen volgens oud recept.
- Saku on Ice, blond bier met een alcoholpercentage van 5%